# Terry Peder Rasmussen
Terry Peder Rasmussen, soprannominato il killer camaleonte (Denver, 23 dicembre 1943 – Susanville, 28 dicembre 2010), è stato un serial killer e militare statunitense.
Il soprannome è dovuto all'utilizzo di molti alias, in particolare "Bob Evans".
Rasmussen è il principale sospettato per gli omicidi di Bear Brook: i corpi della sua ragazza, la donna californiana Marlyse Elizabeth Honeychurch, le sue due figlie e la sua stessa figlia furono ritrovati in due barili ad Allenstown, nel 1985 e nel 2000. Il quadruplice omicidio è ancora irrisolto. Si era stabilito nella vicina Manchester, sempre nel New Hampshire, sotto lo pseudonimo di "Bob Evans" alla fine degli anni '70. Come Evans frequentò Denise Beaudin, scomparsa nel 1981. La figlia della Beaudin fu rapita da Rasmussen e portata in California, dove venne cresciuta con lo pseudonimo di "Gordon Jensen". La bambina venne abbandonata nel 1986 e Rasmussen fu successivamente imprigionato con l'accusa di abbandono di minori. Dopo il suo rilascio, assunse il nome di "Larry Vanner" e sposò il chimico Eunsoon Jun nel 2001. Morì in prigione nel 2010 dopo essere stato condannato per l'omicidio della donna nel 2002.
Sebbene i barili con i cadaveri ad Allenstown siano stati scoperti mentre era ancora in vita, Rasmussen non è stato mai indicato come possibile colpevole fino al 2017, quando esami del DNA lo hanno collegato agli omicidi. Successive indagini hanno portato all'identificazione della Honeychurch e delle sue figlie come tre delle quattro vittime trovate ad Allenstown; l'identità della quarta vittima, sua figlia, rimane sconosciuta. Dal 2017 è stato indicato come sospettato di diversi altri crimini.

## Infanzia
Rasmussen nacque il 23 dicembre 1943 a Denver, in Colorado. È cresciuto in Arizona e ha frequentato la North High School di Phoenix fino a quando ha abbandonato gli studi durante il secondo anno nel 1960. Rasmussen si arruolò nella Marina degli Stati Uniti nel 1961 e prestò servizio fino al suo congedo nel 1967.  Si è sposato nel 1969, ha avuto quattro figli e ha vissuto con la sua famiglia a Phoenix e Redwood City, in California . Sua moglie lo lasciò e prese i bambini nel 1975 dopo che fu arrestato per aggressione aggravata. Videro Rasmussen per l'ultima volta intorno al dicembre 1975 o 1976, quando si presentò con una donna non identificata.  Il divorzio fu finalizzato nel 1978.
Rasmussen ha vissuto in diversi stati, tra cui: Arizona, Colorado, Idaho, Virginia, Texas, Ohio, Oregon, Hawaii e California. Si stabilì nel New Hampshire alla fine degli anni settanta. È stato riferito che era noto per viaggiare con donne e bambini. Lavorò spesso come elettricista per compagnie petrolifere e del gas. Mentre viveva a Manchester, nel New Hampshire, Rasmussen ha vissuto sotto lo pseudonimo di "Robert 'Bob' Evans" e ha lavorato al Waumbec Mill. Negli anni ottanta, fu arrestato tre volte a Manchester per aver scritto un assegno falso, furto e deviazione di corrente elettrica. Una donna di nome "Elizabeth Evans" era elencata come sua moglie durante il suo periodo nel New Hampshire; questa donna non è mai stata identificata.

## Crimini

### Gli omicidi di Bear Brook
Nel 1978, Rasmussen frequentava Marlyse Elizabeth Honeychurch. Honeychurch è stata vista l'ultima volta a La Puente, in California, il giorno del Ringraziamento. Dopo una discussione con la sua famiglia, è partita con Rasmussen e le sue due figlie, Marie Elizabeth Vaughn di sei anni e Sarah Lynn McWaters di un anno.
Nel novembre 1985, i corpi di Honeychurch e Vaughn furono trovati in un barile nel Bear Brook State Park ad Allenstown.  Si scoprì che erano morte per un trauma violento alla testa. Un secondo barile è stato trovato a circa 100 metri dal primo nel 2000 contenente il corpo di McWater e un bambino non identificato di età compresa tra i due e i quattro anni. Le identità di Honeychurch e dei suoi due figli non erano note fino a quando non sono state confermate dal DNA nel 2019. A giugno 2019, il terzo figlio rimane non identificato, ma le autorità sono state in grado di confermare che Rasmussen era il suo padre biologico.

### Denise Beaudin e Lisa
Usando lo pseudonimo di Bob Evans, Rasmussen ha frequentato Denise Beaudin, scomparsa da Manchester, New Hampshire, dopo il Ringraziamento del 1981 con la figlia di sei mesi. Le autorità ritengono che Rasmussen abbia ucciso Beaudin da qualche parte in California, sebbene il suo corpo non sia mai stato trovato. Denise Beaudin non è stata dichiarata scomparsa in quel momento poiché la sua famiglia credeva che avesse lasciato la città per motivi economici.
Per tutti i primi anni '80, Rasmussen rimase in possesso della figlia di Beaudin, che chiamava Lisa, e si atteggiò a suo padre. Fu arrestato a Cypress, in California, nel 1985 con il nome di Curtis Kimball, per guida in stato di ebbrezza e pericolo per la salute di un minore, ma non si presentò in tribunale. Assunse poi lo pseudonimo di Gordon Jenson e abbandonò il bambino in un parco per camper a Scotts Valley, in California, nel 1986. Rasmussen è stato arrestato con un altro pseudonimo, Gerry Mockerman, nel 1988 per aver guidato un veicolo rubato. Nel 1989 ha ricevuto una condanna a tre anni di reclusione per abbandono di minori. Grazie a un patteggiamento, fu ritirata un'ulteriore accusa di abusi su minore.  Venne rilasciato nel 1990 e successivamente è fuggito.

### Eunsoon Jun
Rasmussen riapparve nel dicembre 1999 sotto lo pseudonimo di Larry Vanner quando il chimico californiano Eunsoon Jun lo presentò alla sua famiglia. I due si sono sposati con una cerimonia non ufficiale nel 2001. Jun è scomparsa nel giugno 2002 e il suo corpo fu ritrovato sepolto nella lettiera per gatti nella loro casa dopo essere morta a causa di un trauma contusivo alla testa.  Fu arrestato quel novembre e nel 2003 si dichiarò d'accordo (no contest) con le accuse relative al suo omicidio e allo smembramento. Per l'omicidio della moglie fu condannato a 15 anni di carcere.
L'auto ammissione di colpevolezza fu una sorpresa per il tribunale e la detective della omicidi della contea di Contra Costa, Roxane Gruenheid, dichiarò che pensava Rasmussen si fosse dichiarato colpevole dopo averla sentita dire che avrebbe richiesto un test di paternità per Lisa. Una corrispondenza di impronte digitali aveva confermato che, insieme a Vanner, aveva precedentemente utilizzato gli alias Jenson e Kimball,  collegandolo al caso di abbandono di minori. Nel 2003, il dipartimento dello sceriffo della contea di San Bernardino ha aperto un fascicolo per trovare la famiglia biologica di Lisa. Le prove del DNA alla fine hanno scoperto che non era il padre di Lisa e il caso ha trascorso anni senza sviluppi significativi.  Rasmussen è morto mentre era imprigionato nella prigione di High Desert State il 28 dicembre 2010. La sua causa di morte è stata una combinazione tra cancro ai polmoni, malattia polmonare ostruttiva cronica e polmonite .

## Scoperte postume

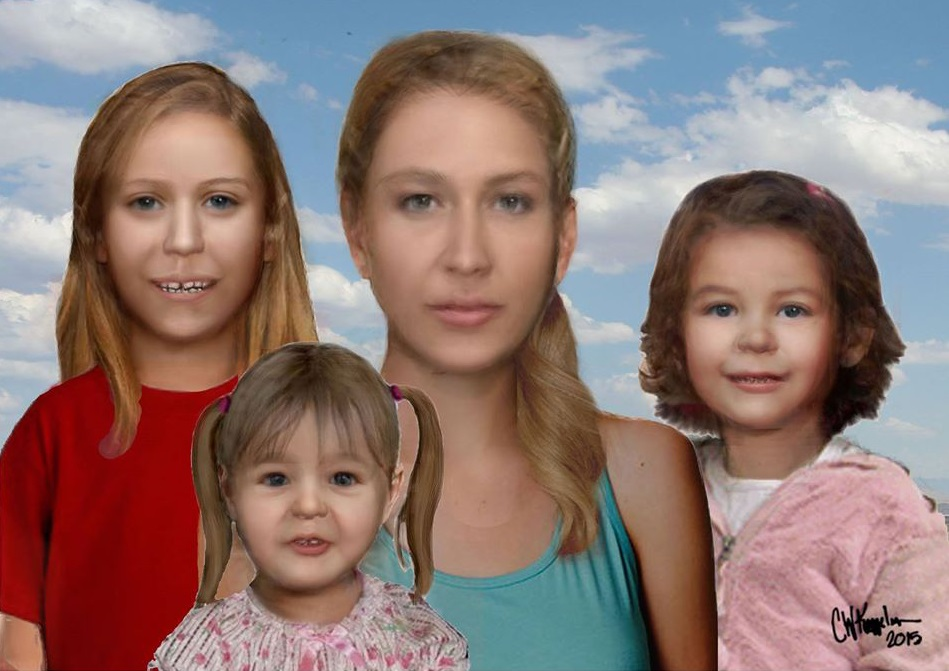
Ricostruzione delle quattro vittime trovate ad Allenstown. La bambina raffigurata all'estrema destra, che era la figlia biologica di Rasmussen, rimane non identificata.

Il detective di San Bernardino Peter Headley ha ottenuto il caso di Lisa nel 2013 e i database dei siti Web di genealogia sono nel frattempo cresciuti. Aiutata dalla genealogista genetica Barbara Rae-Venter nel 2015, la figlia di Beaudin ha scoperto l'identità di sua madre e che l'uomo che una volta pensava fosse suo padre era il suo rapitore. Questo lo collegò al New Hampshire nello stesso periodo degli omicidi di Bear Brooks, quando era conosciuto come Robert Evans. Il 26 gennaio 2017, le autorità hanno annunciato pubblicamente che Evans era ufficialmente un sospettato per la scomparsa di Denise Beaudin e degli omicidi di Bear Brook. Inoltre, fu annunciato che il DNA ha confermato che era il padre della bambina ad Allenstown ma che Evans era uno pseudonimo e la sua identità legale non era nota.
La polizia rilasciò un video di un'intervista alla polizia di Evans nel giugno 2017 nella speranza di trovare la sua vera identità. Due mesi dopo, fu confermato essere Rasmussen, attraverso il test Y-DNA da un campione di DNA fornito da uno dei suoi figli da quello che si ritiene essere il suo primo matrimonio. L'uso della genealogia genetica per identificare Rasmussen ha rappresentato nuove possibilità nelle indagini forensi. Da allora queste tecniche sono state utilizzate in altri casi di alto profilo, incluso il caso del Golden State Killer, che ha portato all'arresto del sospettato Joseph James DeAngelo nell'aprile 2018.
Gli investigatori del New Hampshire hanno annunciato che le identità di Honeychurch, Vaughn e McWaters sono state confermate mediante test del DNA nel giugno 2019. Le identità della figlia di Rasmussen, nonché di sua madre rimangono sconosciute. Gli investigatori ritengono che anche la madre del bambino sia stata uccisa da Rasmussen.
Il criminologo Jack Levin ha affermato che Rasmussen è diverso da qualsiasi serial killer che abbia mai studiato, affermando: "Ciò che distingue Rasmussen dalla maggior parte dei serial killer, è che prende di mira le persone con cui aveva una relazione. La maggior parte dei serial killer non lo farebbe mai; è l'ultima cosa che farebbero. Invece, si concentrano su perfetti sconosciuti. " È stato soprannominato "The Chameleon Killer", il killer camaleonte, a causa del suo uso di vari pseudonimi e della sua follia criminale che si è estesa in tutto il paese.

## Sospettato in altri crimini

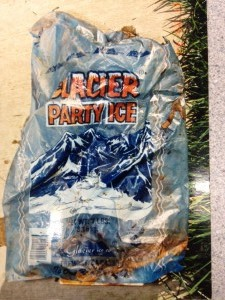
Borsa di ghiaccio trovata con la Jane Doe della contea di San Joaquin, che è stata lasciata in un frigorifero in California nel 1995.

Rasmussen viveva a un miglio e mezzo di distanza dalla quattordicenne Laureen Rahn quando scomparve da Manchester, nel New Hampshire, nell'aprile 1980. Denise Daneault, una donna di 25 anni che viveva a due isolati dalla residenza dei Rahn, scomparve anch'essa da un bar nel giugno 1980.  La Daneault viveva nella stessa strada di Rasmussen. La polizia e gli agenti dell'FBI hanno condotto una ricerca a Manchester dopo aver ricevuto un suggerimento anonimo sulla Daneault nel novembre 2017, dopo che Rasmussen era stato indicato come l'assassino di Bear Brook. Una seconda ricerca è stata condotta nel maggio 2018.  Al 2020, Jeff Strelzin, procuratore generale del New Hampshire, ha affermato che non c'è nessun "collegamento probatorio" tra la scompara della Daneault e Rasmussen, ma che l'interesse per il killer ha portato una rinnovata attenzione sulla scomparsa della Daneault.
Elizabeth Lamotte aveva 17 anni quando scomparve dallo Youth Development Center di Manchester nel 1984. Non fu mai denunciata come scomparsa fino a quando la polizia non iniziò a cercare ulteriori informazioni su Rasmussen nel 2017. A quel tempo, un informatore ipotizzò che potesse essere l'"Elizabeth Evans" che era stata indicata come la moglie di Rasmussen durante il suo soggiorno a Manchester. Tuttavia, il DNA dei parenti di Lamotte in seguito svelò che era una delle vittime degli omicidi delle rosse, una serie di omicidi di ragazze irrisolti negli Stati Uniti che non sono collegati a Rasmussen. La Lamotte era stata trovata nel Tennessee nel 1985, uccisa circa quattro mesi dopo la sua scomparsa.
Quando Lisa fu intervistata dagli investigatori nel 1986, le chiesero se avesse fratelli. Rispose di si, ma che "erano morti mangiando 'funghi erbivori' mentre erano in campeggio". La sua risposta portò la polizia a credere che Rasmussen avesse ucciso anche loro.
John Huber , assistente dello sceriffo della contea di San Joaquin, ha ipotizzato che Rasmussen possa essere stato responsabile dell'uccisione della Jane Doe della contea di San Joaquin. Nel 1995, il corpo di una donna non identificata venne scoperto da spazzini all'interno di un frigorifero che era stato scaricato in un canale. Come le altre vittime di Rasmussen, era morta per un trauma violento alla testa.